# Formación Lotena
La Formación Lotena  es una formación geológica definida por Charles E. Weaver, que se encuentra en la provincia de Mendoza. Está compuesta por conglomerados, areniscas, pelitas y limolitas. mediante análisis estratigráficos, paleoambientales y secuenciales de la Formación se reconocieron tres intervalos con características distintivas, que se denominan, Miembro La Estrechura, Miembro Pichanal y Miembro El Vado.
Sobre la base al análisis micropaleontológico (palinoflora y esporomorfos)  y estratigráfico, se estima que la edad de la Formación Lotena en la Subcuenca de Picún Leufú abarcaría desde el Caloviano medio hasta el Oxfordiano Tardío- Kimmeridgiano Temprano.

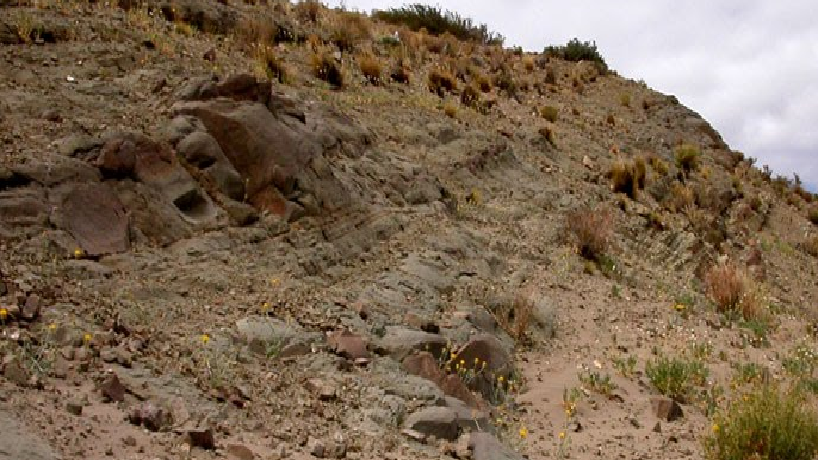
Afloramientos de la Formación Lotena, provincia de Mendoza.

## Litología
El Miembro La Estrechura está constituido por tres asociaciones de facies sedimentarias bien definidas: a. Depósitos de conglomerados poco potentes (1,40 m de espesor), matriz soportado (areniscas gruesa), con fenoclastos volcánicos de hasta 10 mm y bioclastos de mayor tamaño (hasta 60 mm); b. Areniscas finas fangosas y areniscas finas verde claro, con , frecuentes estructuras ondulíticas y niveles de arcilla, que muestran bioturbación, de hasta 10 metros de potencia; y c. sucesiones de areniscas gruesas, medianas y finas, a veces con gránulos y guijas dispersos, así como fragmentos de bivalvos, en estratos entre 0,2 y 0,5 m con una muy conspicua estratificación entrecruzada tangencial y planar, dominantemente de alto ángulo. Constituyen un conjunto cuyo espesor alcanza unos 16 metros.
El Miembro El Pichanal un espesor de entre 50 y 120 m y se reconocen dos principales asociaciones de facies. Por un lado, aparece un conjunto de sedimentitas de grano fino, con dominio de fangolitas y limolitas macizas o con incipiente laminación horizontal y tonalidad general castaño rojiza. La otra asociación de facies, cuyos depósitos pueden superar los 30 m de espesor, está compuesta por areniscas medianas a finas, con buen grado de selección, en las que prevalecen los intervalos con estratificación entrecruzada, a las que se asocian niveles delgados de areniscas con estructura de capa plana y de bajo ángulo, así como capas delgadas macizas.
El Miembro El Vado (Figura 3) ha sido identificado tanto por encima del Miembro La Estrechura como del Miembro El Pichanal, en gran parte del área de mapeo, aunque con un espesor que no supera los 15 m. Los depósitos que caracterizan el miembro El Vado se asientan sobre una superficie de contacto muy neto y están dominados -en su porción inferior- por sedimentitas de grano fino: areniscas finas, muy finas y fangolitas arenosas de tonalidad verdosa oscura. Hacia arriba, este conjunto muestra un gradual cambio litológico, pues comienzan a intercalar sedimentitas mixtas silicoclásticas-carbonáticas, dominadas por wackestones y packstones arenosos así como wackestones/floatstones con dominio de restos de ostras.

## Ambiente de sedimentación
Dentro del Miembro La Estrechura se pueden diferenciar distintos ambientes de acuerdo al área analizada. En el sector sur se pueden distinguir depósitos marinos generados bajo la influencia de mareas, mientras que en el norte corresponden a facies de un sistema deltaico con dominio fluvial y sedimentación a partir de flujos hiperpicnales.
El Miembro El Pichanal está caracterizado por depósitos continentales, entre los que identificaron asociaciones de facies que representan sistemas de depositación fluviales efímeros y eólicos.
Los depósitos del Miembro El Vado representan un brusco cambio de sistema depositacional caracterizado por el desarrollo de un ambiente marino abierto con el pasaje vertical desde depósitos silicoclásticos a mixtos carbonáticos-silicoclásticos.

## Paleontología
En esta Formación, en particular en el Miembro La Estrechura, se han identificado:
- Amonites' pertenecientes a las Zonas Estándar de Bondenbenderi y Proximum.

- Ostras

- Bivalvos

- Belemnites

- Corales